# Pegaso (1905)
"Pegaso" − włoski torpedowiec należący do typu Pegaso. Wodowany w sierpniu 1905.
Zbudowany w Wielkiej Brytanii, Pegaso był liderem pięciookrętowego typu torpedowców, których liczbę planowano zwiększyć do 27 jednostek. Pozostałe okręty nosiły nazwy: "Perseo", "Procione" i "Pallade". Klasyfikowane jako torpedowce pełnomorskie posiadały maszyny o mocy 2355 kW (3500 KM) oraz zasięg 348 mil morskich, przy prędkości maksymalnej. W latach 1908–1911 przystosowano ich kotłownie do opalania paliwem ciekłym. Wszystkie torpedowce typu Perseo pełniły aktywną służbę w latach I wojny światowej. "Pegaso" został zezłomowany w marcu 1923, jego nazwę przejął niszczyciel eskortowy typu Orsa.